# ディルク1世 (ホラント伯)
ディルク1世（オランダ語: Dirk I、フリジア語: Durk I、Diderik、ラテン語: Theoderic、Thidericus Fresonie、ドイツ語: Dietrich）は、ホラントの伯爵（ホラント伯）で、896年ころから、928年ないし939年ころまでその地位にあったと考えられている。ただし、生没年、在位期間とも諸説がある。

## 「フリースラント伯爵」
ディルク1世の称号は、実際には「フリースラント伯爵（フリジア伯爵）」であった。彼は、フリースラント伯爵であったヘルルフ2世の息子と考えられているが、ヘルルフは885年に、ヴァイキングの君主で「海の王」と称されていたゴドフリードを現在のスパイクに近いヘレスピック (Herespich) で暗殺した伯爵たちの一人であった。
ディルク1世の生涯については、ほとんど何もわかっていない上、現代の説では彼には同名の息子ディルクがいたとも考えられており、伝統的に考えられてきたように息子と推測されるディルク2世が後を継いだのではなく、まず（ディルク2世とは別人の）同名の息子（「ディルク1世ビス (Dirk I bis)」とも称される）が後を継いだのではないかとも推測されている。

## エグモント修道院の創建
922年、ディルクは、西フランク王国の単純王シャルル3世から、現代のオランダ北ブラバント州南端のブラーデルにあたる「ブラーデラ (Bladella)」に、「エグモント (Egmond) と呼ばれる土地」を与えられた。その後、ディルクは、この土地に女子修道院を建設し、修道女たちに家系の安寧を祈らせた。これが、後年のエグモント修道院の起源となった。
ディルク2世の統治下では、木造だった女子修道院が石造に建て替えられ、聖アダルベルトの遺体が納められた。当時、アダルベルトは広く知られた存在ではなかったが、その時点より二百年ほど前に一帯におけるキリスト教の布教に尽くしたと伝えられていた。修道院の施設は、後には修道女たちに代わって、ヘントから移ってきたベネディクト会の修道士たちによって使用された。伯爵ディルクや、その子孫たちの多くは、この修道院の教会に埋葬された。

## 子女
ディルク1世はハマラント伯メギンハルト4世の娘ヘーファ（Geva）と結婚し、以下の子女をもうけた。
- ディルク2世（932年頃 - 988年） - ホラント伯